# César Gallardo
César L. Gallardo Echavarría (Montevideo, 1896 – 1989), esgrimidor uruguayo. 

## Biografía
Representó a Uruguay en su especialidad en los Juegos Olímpicos de 1948.